# 蛋白細胞解離
蛋白細胞解離（たんぱくさいぼうかいり）とは脳脊髄液中に蛋白が増加する一方、細胞の増加は認めない現象をさす。ギラン・バレー症候群や慢性炎症性脱髄性多発ニューロパチー（CIDP)、多発性硬化症、視神経脊髄炎などでみられる。